# Implicitfüggvény-tétel
Az implicitfüggvény-tétel a matematikai analízis, közelebbről a differenciálelmélet leghatékonyabban alkalmazható tétele olyan feladatokra, amikor egy adott nemlineáris egyenletrendszer megoldásait próbálják megkeresni. Legegyszerűbb esetben arról van szó, hogy egy síkbeli görbe egyenletéből kifejezhető-e az y változó az x segítségével, és ezzel megadható-e a görbe egy szakasza függvénygrafikonként.

## Bevezetés
Implicit megadású függvényről akkor beszélünk, amikor egy függvény megadása nem (az explicit módon) y = f(x) alakban történik, hanem az x és y kapcsolatát egy mindkét változót tartalmazó
{\displaystyle F(x,y)=0\,}
egyenlet írja le. A fogalom Cauchytól származik (1823).
Például adjunk meg olyan függvényt, melynek grafikonja valamely kör egy szakasza. Az
{\displaystyle x^{2}+y^{2}=1\,}
egyenletű körből könnyű az y változót kifejezni, az {\displaystyle y={\sqrt {1-x^{2}}}} és {\displaystyle y=-{\sqrt {1-x^{2}}}} alakokat kapjuk. Bonyolultabb esetekben, például a
{\displaystyle e^{x^{y}}+\mathrm {arctg} \,y^{4}-\sin y=x\,}
esetén semmi reményünk, hogy az y változóra valamilyen egyenletrendezéssel általános képletet kapjunk. Az ilyen példák miatt nevezik ezeket a típusú függvényeket implicit, avagy régi, választékos kifejezéssel élve bennrekedt függvényeknek. A differenciálszámítás szempontjából megelégedhetünk azzal, ha az implicit függvény deriváltját ki tudjuk számolni. Sok esetben ebből már következtethetünk a függvényre vagy annak viselkedésére is.
A modern analízis szemszögéből egy N × M {\displaystyle \rightarrow } K normált terek között ható F függvény a ∈ N és b ∈ M pontokhoz tartozó implicit függvényén olyan, az a egy U környezetén értelmezett és a b egy V környezetébe képező f:U {\displaystyle \rightarrow } V függvényt értünk, melyre f(a)=b és minden x ∈ U pont esetén rendelkezik az
{\displaystyle F(x,f(x))=0\,}
tulajdonsággal. Amelyet szavakban úgy fogalmazhatunk meg, hogy az F(x,y)=0 egyenletből az y változó kifejezhető y=f(x) alakban.
Tágabb értelemben egy F : H × K {\displaystyle \rightarrow } L kétváltozós halmazelméleti függvény (a,b) ∈ H × K párhoz tartozó implicit függvénye olyan f, a H egy részhalmazán értelmezett, K-ba képező függvény, mely a-ban értelmezve van, f(a)=b és minden az értelmezési tartományába tartozó x pontra: F(x,f(x))=F(a,b).

## Az egyváltozós eset
Tétel – Implicitfüggvény-tétel R-beli implicit függvényre – Legyen F az R2 egy részhalmazán értelmezett, R-be képező függvény, mely az értelmezési tartománya egy (a,b) belső pontjában erősen differenciálható, F(a,b) = 0 és
{\displaystyle \partial _{2}F(a,b)\neq 0}
(azaz (a,b)-ben az y szerinti parciális deriváltja nem nulla).
Ekkor van a-nak olyan {\displaystyle I} és b-nek olyan {\displaystyle J} környezete, hogy F-nek egyértelműen létezik az (a,b) párhoz tartozó f: {\displaystyle I} {\displaystyle \rightarrow } {\displaystyle J} implicit függvénye, mely erősen differenciálható a-ban és deriváltja:
{\displaystyle f'(a)=-{\frac {\partial _{1}F(a,b)}{\partial _{2}F(a,b)}}}
Bizonyítás. A (a,b)-beli erős differenciálhatóságból következik, hogy F folytonosan differenciálható (a,b)-ben. Választhatunk tehát olyan {\displaystyle I} és J nyílt intervallumokat, a és b körül, hogy {\displaystyle I} × J-n ∂2F sehol sem nulla, azonos előjelű. Feltehetjük, hogy ∂2F pozitív. Vegyük észre, hogy az implicit függvény létezése egyenértékű azzal, hogy minden x ∈ {\displaystyle I}-re az F( x , . ) parciális függvénynek zérushelye van J-ban, hiszen ekkor minden x-hez létezik olyan y ∈ J, hogy F(x,y)=0. Belátjuk, hogy minden ilyen x-hez egyetlen zérushelye van F( x , . )-nek.

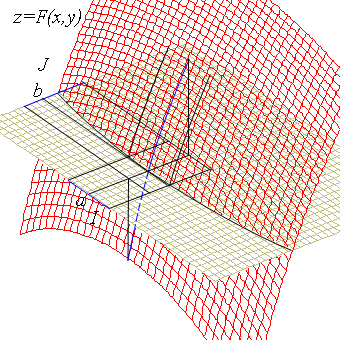
Az F kétváltozós függvény (a,b)-beli érintősíkja és az xy sík metszete közel egybeesik az implicit függvény görbéjével. Az érintősíknak ebből a felülethez simuló tulajdonságából vezethető le az implicitfüggvény-tétel. Egy esetben nem állíthatjuk általánosan, hogy létezik ilyen függvény, ha a síkok metszésvonala párhuzamos az y tengellyel. Ekkor nem feltétlenül létezik az y=f(x) implicit függvény, vagy legalábbi is biztosan nem differenciálható.

Tekintsük a folytonos F( a , . ) parciális függvényt. Az erős differenciálhatóságból és a pozitívra választott deriváltból következik, hogy ez {\displaystyle I}-n szigorúan monoton növekvő. Mivel b-ben zérushelye van ( F(a,b)=0 ), ezért van olyan {\displaystyle y_{2}} > b pont, hogy ott F( a , . ) pozitív és {\displaystyle y_{1}} < b pont, hogy ott F( a , . ) negatív. Ekkor F folytonossága miatt van az (a,{\displaystyle y_{1}}) pontnak olyan környezete, ahol F negatív és
van az (a,{\displaystyle y_{2}}) pontnak olyan környezete, ahol F pozitív. Most definiáljuk át {\displaystyle I}-t és J-t úgy, hogy {\displaystyle I} × J-n az F egy J-beli elem fölött mindenhol pozitív, egy J-beli elem alatt mindenhol negatív értéket vegyen föl.
Az erős differenciálhatóságból az is következik, hogy minden x ∈ {\displaystyle I}-re az F( x , . ) függvény is szigorúan monoton növekvő, negatív és pozitív értéket is felvevő folytonos függvény, így a Bolzano-tétel alapján létezik {\displaystyle y_{x}} zérushelye és mindegyiknek egyetlen zérushelye létezik. Állítjuk, hogy a φ:{\displaystyle I} {\displaystyle \rightarrow } J, x {\displaystyle \mapsto } {\displaystyle y_{x}} függvény implicit függvénye F-nek, azaz minden x ∈ {\displaystyle I}-re F(x,φ(x))=0.
Könnyen belátható, hogy φ folytonos a-ban, hiszen ha a-hoz közeledve mindig találnánk olyan x pontot, hogy φ(x) egy adott ε-nál mindig jobban eltér b-től, akkor φ(x) egy olyan környezetbe esne bele, ahol F mindenhol egy pozitív számnál nagyobb vagy mindenhol egy negatív számnál kisebb. Ám, F(x,φ(x))=0, így ez ellentmondana
F folytonos tulajdonságának.
φ erősen differenciálható (a,b)-ben, hiszen tetszőleges {\displaystyle x_{1}}, {\displaystyle x_{2}} ∈ {\displaystyle I}-re az F erős differenciálhatósága miatt fennáll
{\displaystyle 0=F(x_{1},\varphi (x_{1}))-F(x_{2},\varphi (x_{2}))=}
{\displaystyle =\partial _{1}F(a,b)(x_{2}-x_{1})+\partial _{2}F(a,b)(\varphi (x_{2})-\varphi (x_{1}))+}
{\displaystyle +\varepsilon \cdot (x_{2}-x_{1})+\eta \cdot (\varphi (x_{2})-\varphi (x_{1}))}
azaz (a pozitív ∂2F(a,b) miatt pozitívra választható ∂2F(a,b)+η miatt):
{\displaystyle {\frac {\varphi (x_{2})-\varphi (x_{1})}{x_{2}-x_{1}}}=-{\frac {\partial _{1}F(a,b)+\varepsilon }{\partial _{2}F(a,b)+\eta }}}
és innen ({\displaystyle x_{1}},{\displaystyle x_{2}}){\displaystyle \to }(a,a) határátmenetet véve, a másodendű tagok eltűnését követően kapjuk az állítás eredményét. ■
Felhívjuk a figyelmet arra, hogy az implicit függvény értékére fennáll ugyan a
{\displaystyle \varphi (x)=\varphi (a)-{\frac {\partial _{1}F(a,b)+\varepsilon }{\partial _{2}F(a,b)+\eta }}(x-a)}
egyenlőség, de mivel ε és η ki nem írt argumentumaiban szerepel φ(x), ezért ez sem egy explicit alak.

### Kapcsolat az inverzfüggvény-tétellel
Vegyük észre, hogy mivel mindegyik F( x , . ) parciális függvény szigorúan monoton, így az (x,y) {\displaystyle \mapsto } (x, F(x,y)) függvény is injektív. Érdemes tehát az inverzét felírni, az (x,z){\displaystyle \mapsto }(x,y) függvényt. Mivel minden egyes x és z pontra egyetlen y van, hogy F(x,y)=z, ezért z=0 esetén is minden x-hez egyetlen y van, hogy F(x,y)=0, mely az F implicit függvényét szolgáltatja. Ennek a függvénynek a szükséges differenciálhatósági tulajdonságainak bizonyításához hatékonyan használhatjuk fel az inverzfüggvény-tételt. Nem véletlen a kapcsolat a két tétel között. Az előző bizonyítást és a többváltozós eset bizonyítását is végezhetjük az inverzfüggvény-tétellel, sőt az utóbbi esetben csak ezzel. Másrészt az is igaz, hogy a két tétel állítása ekvivalens egymással.

### Példák
Tekintsük a következő egyenletű síkgörbét:
{\displaystyle x^{5}+xy+y^{5}=3\,}
Nem lenne könnyű feladat kifejezni belőle y-t, mert az ötödfokú egyenletnek nincs általános megoldóképlete. Mivel a bal oldal akárhányszor differenciálható, ezért joggal feltételezhetjük, hogy bizonyos pontokban létezik implicit függvénye. Tegyük fel, hogy φ ilyen függvény. Ekkor az egyenlet
{\displaystyle x^{5}+x\varphi (x)+(\varphi (x))^{5}=3}
alakú, melynek minden olyan x-nél, ahol φ differenciálható:
{\displaystyle 5x^{4}+\varphi (x)+x\varphi '(x)+5\varphi ^{4}(x)\cdot \varphi '(x)=0}
ahonnan a derivált:
{\displaystyle \varphi '(x)=-{\frac {5x^{4}+\varphi (x)}{5\varphi ^{4}(x)+x}}} vagy szimbolikusan: {\displaystyle y'=-{\frac {5x^{4}+y}{5y^{4}+x}}}.
Alaposabb vizsgálatokkal kideríthető, hogy ez a derivált minden pontban létezik és negatív, így az implicit függvény mindenhol létezik és szigorúan monoton csökkenő. Vegyük észre, hogy a nevezőben lévő kifejezés pont ∂yF(x,y) és az implicit függvény létezésének feltétele pont a nevező nullától különböző volta.

## Többváltozós eset
Ebben az esetben is az „érintősík” végtelenül közelítő tulajdonsága játszik majd fontos szerepet. Jól látható az összefüggés, ha feltesszük, hogy F egy Rn×Rm-en értelmezett affin függvény, azaz egy lineáris leképezés eltoltja. Ekkor
F(x,y) = F(a+h,b+k) = F(a,b)+dF1(a,b)h+dF2(a,b)k.
Amennyiben y = y(x) olyan, hogy y(a) = b és F(x,y(x)) = 0, akkor fennáll a 0 = dF1(a,b)h + dF2(a,b)k
egyenlőség és k kifejezhető, amennyiben az A = dF2(a,b) mátrix invertálható. A B = dF1(a,b) jelöléssel ekkor
k = -(A-1{\displaystyle \cdot }B) h.
Általános esetben ez csak egy másodrendűen kicsiny tag hozzávételével lesz igaz, de az implicit függvény létezésének belátásához szükséges a fenti gondolatmenet is.
Banach-terek esetén (melyek akár végtelen dimenziósak is lehetnek) a tétel a következő.
Tétel – Implicitfüggvény-tétel Banach-terekre – Legyen E, H, G Banach-terek, F:E × H {\displaystyle \rightarrow } G olyan függvény, mely (a,b) ∈ E × H-ban erősen differenciálható. Ha a ∂2F(a,b) lineáris leképezés injektív és az inverzével együtt folytonos, akkor egyértelműen létezik az F-nek egy az (a,b) párhoz tartozó f lokális implicit függvénye, ez erősen differenciálható a-ban és differenciálja:
{\displaystyle df(a)=-(\partial _{2}F(a,b))^{-1}\circ (\partial _{1}F(a,b))}
Vagy egy kevésbé absztrakt tétel:
Tétel – Implicitfüggvény-tétel Rn-re – Legyen F:Rn×Rm{\displaystyle \rightarrow }Rm folytonosan differenciálható függvény, (a,b) ∈ Rn×Rmolyanok, hogy F(a,b)=0 és {\displaystyle \det \left({\frac {\partial F_{i}(a,b)}{\partial y_{k}}}\right)_{i,k=1,...,m}\neq 0}. Ekkor egyértelműen létezik F-nek egy az (a,b)-hez tartozó lokális implicit függvénye.